# Companhia Barrica
A Companhia Barrica é um Grupo de artistas formado em 1985, na cidade de São Luís do Maranhão que revigora e evidencia a tradição dos folguedos e das festas populares do Maranhão, apresentando em ruas e praças e palcos da vida a diversidade de ritmos e danças peculiares dos festejos juninos e carnavalescos da cultura maranhense, bem como de outras manifestações, em espetáculos como “A Natalina da Paixão” (Natal e Quaresma), "O Boizinho Barrica à Luz de uma Estrela" (São João), e "Bicho-Terra, Peleja e Folia" (Carnaval).
Com uma vasta produção artística, que inclui edições de CDs, vídeos, livros, e shows em diversas cidades brasileiras e em outros países, a Companhia vem agora produzindo o espetáculo, o "MARANHÃO DE FESTEJOS”, que apresenta de forma eclética as várias tendências de sua criatividade ao longo de dezoito anos de laboriosa existência, buscando com seus trabalhos contribuir para o desenvolvimento do turismo cultural no Estado do Maranhão, Nordeste do Brasil.

## Elenco
Seu elenco é formado, em sua maioria por artistas nascidos no tradicional bairro da Madre Deus ou a ele ligados, porém nos dias de hoje há brincantes de todas as partes da cidade, sendo eles cantores, dançarinos, compositores, músicos, artesãos, atores e poetas desta Companhia criada em 1985 pelo compositor José Pereira Godão.

## Discografia
- Maranhão de Festejos (DVD, 2011)
- Musical Carnavalesco Maranhense (Bicho-Terra, DVD, 2008)
- Terreiros de São João (2007)
- Na Onda do Bicho
- Musical Junino Maranhense ao vivo (CD e DVD, 2006)
- Caixinha de Segredos (Barrica, 2005)
- Barrica, 20 Vivas juninos  (2004)
- A Farra do Bicho (Bicho-Terra)
- Trupiada (Boizinho Barrica)
- Natalina da Paixão
- Fogo de Amor (Bicho-Terra)
- Estrela Amante (Boizinho Barrica)
- Terra a explosão do Bicho (Bicho-Terra)
- Maranhão de Ritmos (Boizinho Barrica e Bicho-Terra)
- Baiante (Boizinho Barrica)
- Barrica - Brincadeira de Rua (Boizinho Barrica)
- Bicho-terra Guizos
- Barrica - Bumba Brasil (Boizinho Barrica)
- Bem Maranhão (Boizinho Barrica e Bicho-Terra) (1992)